# 조선사찰직원내지시찰단
조선사찰직원내지시찰단(朝鮮寺刹職員內地視察團)은 일제강점기인 1928년에 일본 불교 시찰을 위해 파견한 불교 단체이다.
조선총독부가 정치적인 목적에서 후원하여 불교계를 대표하는 주요 승려들로 구성하였고, 시찰 후에는 한국 불교계에 대한 정치 선전에 이용되었다. 1918년의 일본불교시찰단과 유사하나 좀 더 규모가 커졌다.
1928년 1월에 열린 31본산 주지회의에서 일본시찰단을 조직하기로 결의하여 3월 23일부터 4월 14일까지 약 3주 동안 일본에 다녀왔다. 시찰 경로는 오사카시, 나라시, 나고야시, 시즈오카시, 도쿄의 절이었으며, 신토의 이세 신궁 참배와 신흥종교인 천리교 본부교회 시찰도 포함되어 있었다.
사찰단원으로는 주요 사찰의 주지와 간부들이 뽑혔다. 1918년의 시찰에도 참여했던 건봉사 주지 강대련을 비롯하여 해인사, 석왕사, 법주사, 동화사, 화엄사, 보석사, 김룡사, 귀주사 등의 주지가 포함되었다. 봉은사 감무 강성인 등 몇몇 사찰의 감무도 들어 있었고, 중앙교무원 직원이자 보현사 감무인 김법룡도 다녀왔다. 시찰에는 조선총독부 학무국 종교과 주임인 일본인이 동행했다.

## 같이 보기
- 일본불교시찰단

## 참고자료
- 친일인명사전편찬위원회 (2004년 12월 27일). 《일제협력단체사전 - 국내 중앙편》. 서울: 민족문제연구소. 568~569쪽쪽. ISBN 8995330724.